# Kaiserpokal 1980
Der Kaiserpokal 1980 war die 60. Austragung des Kaiserpokals, des höchsten japanischen Fußballpokalwettbewerbs. Sieger des Wettbewerbs waren die Mitsubishi Heavy Industries.

## Ergebnisse

### 1. Runde
|                                               | Ergebnis        |                              |
| --------------------------------------------- | --------------- | ---------------------------- |
| Kyushu-Sangyo-Universität                     | 2:3             | Teijin                       |
| Fujitsu                                       | 2:2 (8:9 i. E.) | Wirtschaftsuniversität Osaka |
| Hyogo Teachers                                | 0:1             | Nippon Steel                 |
| Toyo Industries                               | 2:0             | Universität Fukuoka          |
| Mazda Auto Hiroshima                          | 2:3             | Yamaha Motors                |
| Honda Motors                                  | 2:3             | Tanabe Pharmaceutical        |
| Osaka University of Health and Sport Sciences | 0:2             | Yanmar Diesel                |
| Hitachi                                       | 4:1             | Matsushima Club              |
| Komazawa-Universität                          | 2:1             | Nissan Motors                |
| Hōsei-Universität                             | 2:1             | Fujieda City Hall            |
| Universität Tsukuba                           | 0:1             | Furukawa Electric            |
| Mitsubishi Heavy Industries                   | 3:0             | Furukawa Electric Chiba      |
| Nippon Steel Muroran                          | 0:3             | Toshiba                      |
| Nissei Plastic Industrial                     | 0:2             | Sumitomo Metals              |

### Achtelfinale
|                              | Ergebnis |                      |
| ---------------------------- | -------- | -------------------- |
| Yomiuri                      | 6:1      | Teijin               |
| Wirtschaftsuniversität Osaka | 0:1      | Nippon Steel         |
| Toyo Industries              | 3:2      | Yamaha Motors        |
| Tanabe Pharmaceutical        | 1:0      | Yanmar Diesel        |
| Hitachi                      | 3:1      | Komazawa-Universität |
| Hōsei-Universität            | 0:3      | Furukawa Electric    |
| Mitsubishi Heavy Industries  | 3:1      | Toshiba              |
| Sumitomo Metals              | 0:8      | Fujita Industries    |

### Viertelfinale
|                             | Ergebnis        |                       |
| --------------------------- | --------------- | --------------------- |
| Yomiuri                     | 3:2             | Nippon Steel          |
| Toyo Industries             | 0:0 (3:4 i. E.) | Tanabe Pharmaceutical |
| Hitachi                     | 0:0 (3:1 i. E.) | Furukawa Electric     |
| Mitsubishi Heavy Industries | 2:1             | Fujita Industries     |

### Halbfinale
|         | Ergebnis        |                             |
| ------- | --------------- | --------------------------- |
| Yomiuri | 1:1 (3:5 i. E.) | Tanabe Pharmaceutical       |
| Hitachi | 1:2             | Mitsubishi Heavy Industries |

### Finale
|                       | Ergebnis |                             |
| --------------------- | -------- | --------------------------- |
| Tanabe Pharmaceutical | 0:1      | Mitsubishi Heavy Industries |